# Capteur de brouillard
Pour les articles homonymes, voir Capteur.

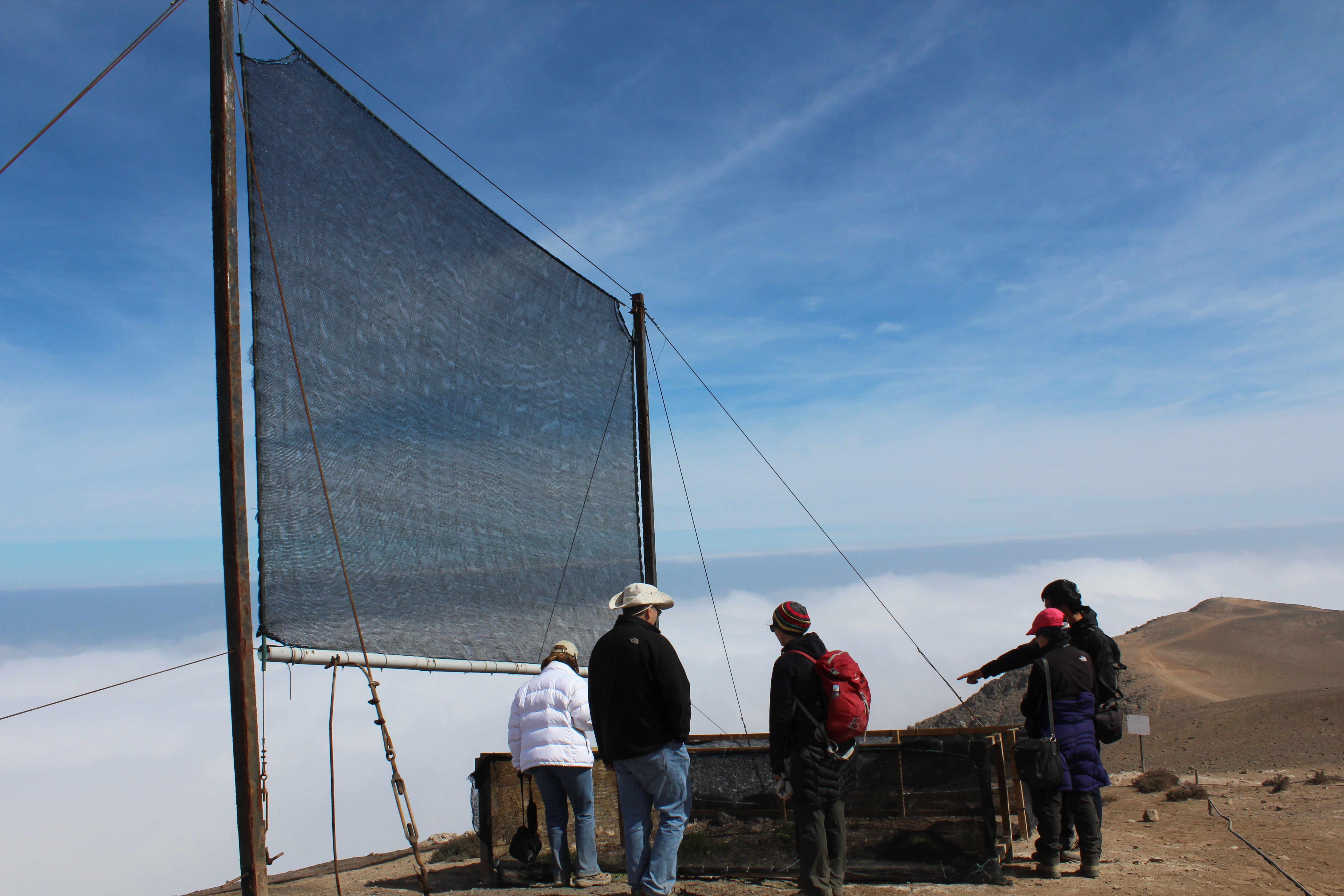
Filet capteur de brouillard à Alto Patache, Chili.

Un capteur de brouillard est un collecteur composé de filets ou de grillages, qui recueille de l'eau par la coalescence des gouttelettes du brouillard. De tels capteurs d'eau atmosphérique utilisant le processus d'interception horizontale des précipitations sont notamment installés dans les régions arides qui ne bénéficient pas de ressources en eau mais qui sont baignées par d’épais brouillards pendant la majeure partie de l’année (désert du Néguev en Israël, désert d'Atacama au Chili, etc.).

## Études et expérimentations
L'eau potable est une ressource essentielle à la survie de l'être humain mais elle est épuisable, c'est pourquoi les scientifiques recherchent de nouvelles techniques pour obtenir de l'eau potable.
Depuis plusieurs décennies la production d'eau potable à partir de l'eau contenue dans le brouillard et les nuages a été à la source de projets de recherches.
Ainsi, l'effet d'interception horizontale a été mis en évidence expérimentalement en 1956. 
L'étude de la géographie et du climat du Chili a permis à ces recherches de progresser. En effet, connu pour ses nombreuses régions montagneuses désertiques, le Chili est un lieu où le brouillard est stable tout au long de l'année. Le premier projet expérimental moderne de ce procédé a lieu en 1989 au mont El Tofo au nord du Chili près duquel le village de Chungungo (es) fut le premier à installer des filets à brouillard, dans le cadre du projet « Camanchaca ». Reconnu  comme l'un des endroits les plus secs du monde, Chungungo ne possédait aucune source  d’eau douce. Puisée à une distance de 40 km du village, l'eau était livrée par camions-citerne, ce qui engendrait des coûts élevés. Seulement 14 litres d'eau étaient disponibles quotidiennement pour la consommation d'une famille standard, et en période sèche ce volume était réduit à 3 litres. Grâce au financement du CRDI (Centre de Recherche pour le Développement International) et de l’ambassade canadienne à Santiago, ce village dispose de cent panneaux de polypropylène mesurant 4 mètres de haut sur 12 mètres de large. Cette installation permet de récupérer 15 000 litres d'eau en moyenne par jour, ce qui satisfait non seulement les besoins ménagers des 500 habitants de Chungungo mais aussi les besoins d’une agriculture restreinte. Le volume d'eau disponible est à présent d'environ 30 litres d'eau par personne et par jour.
Par un processus de biomimétisme, les ingénieurs cherchent à améliorer le rendement des dispositifs récolteurs d'eau en s'inspirant de la technique de captage d'eau de brouillard du scarabée du désert du Namib Stenocara gracilipes (en). Cet insecte, pour se désaltérer, se place au lever du jour sur le sommet des dunes face aux vents marins, se penche en avant et fait glisser les gouttes d’eau dans des micro-rainures jusqu’à son orifice buccal. 
L'efficacité de cette collecte est accrue par une adaptation comportementale : les élytres du scarabée sont couvertes de petites bosses qui, au microscope, présentent deux types de surface : à leur sommet, une zone hydrophile, où les microgouttelettes s'accumulent jusqu'à former une goutte ;  sur leurs flancs et dans les creux, un enduit de cire hydrophobe, qui sert de canalisation à la goutte, une fois qu'elle a atteint une certaine masse critique.
Dans les années 2010, des associations installent des capteurs de brouillard à Lima (Pérou) afin de subvenir aux besoins de nombreux habitants des quartiers populaires, exclus du réseau de distribution d’eau qui approvisionne le reste de la ville, ou encore à Sidi Ifni, village marocain éloignés du puits le plus proche.

## Description
La conception d'un capteur de brouillard est relativement simple. Un filet de polypropylène, possédant une résistance aux rayonnements ultra-violets, est tendu horizontalement et maintenu en place par deux montants verticaux fixés au sol. L'orientation du filet est choisie en fonction des vents dominants : un angle droit est créé entre la direction des vents dominants et le filet. Les capteurs de brouillard sont généralement installés au sommet de montagnes pour la simple raison que les nuages et le brouillard sont plus fréquents à ces endroits-là. Lorsque les nuages rencontrent des capteurs de brouillard sur leur passage, les micro gouttelettes d'eau qu'ils contiennent se déposent sur les mailles du filet. L'eau est ensuite acheminée dans des canalisations, par l'intermédiaire de gouttières placées en dessous du filet, avant d'être stockée dans un réservoir. Une réserve en eau est ainsi constituée.
Les gouttelettes d'eau récupérées par les filets à brouillard sont de petites tailles, en effet leur diamètre est compris entre 2 et 5 micromètres. Ces fines gouttelettes d'eau sont emportées par les vents excepté en présence de végétation ; elles n'irriguent donc jamais les sols. Les gouttes de pluie, quant à elles, possèdent une taille de dix à cent fois plus importante, c'est pourquoi elles arrivent à atteindre le sol. Les mailles de polypropylène des filets parviennent, en moyenne, à capter 30 % de l'humidité du brouillard, ce qui équivaut à un volume de 17 à 42 litres d'eau par mètre carré de filet installé et par jour.